# Maddalena Sibilla d'Assia-Darmstadt
Maddalena Sibilla d'Assia-Darmstadt (Darmstadt, 28 aprile 1652 – Kirchheim unter Teck, 11 agosto 1712) è stata una nobile tedesca.

## Biografia
Era figlia di Luigi VI d'Assia-Darmstadt, langravio d'Assia-Darmstadt dal 1661 al 1678, e della prima moglie Maria Elisabetta di Holstein-Gottorp, figlia di Federico III di Holstein-Gottorp.
Fu combinato per lei il matrimonio con Guglielmo Ludovico di Württemberg, figlio ed erede del duca Eberardo III di Württemberg. Le nozze avvennero il 6 novembre 1673 a Darmstadt. L'anno dopo, alla morte del suocero, divenne duchessa consorte di Württemberg-Stuttgart, titolo che mantenne fino alla morte di suo marito, avvenuta il 23 giugno 1677.

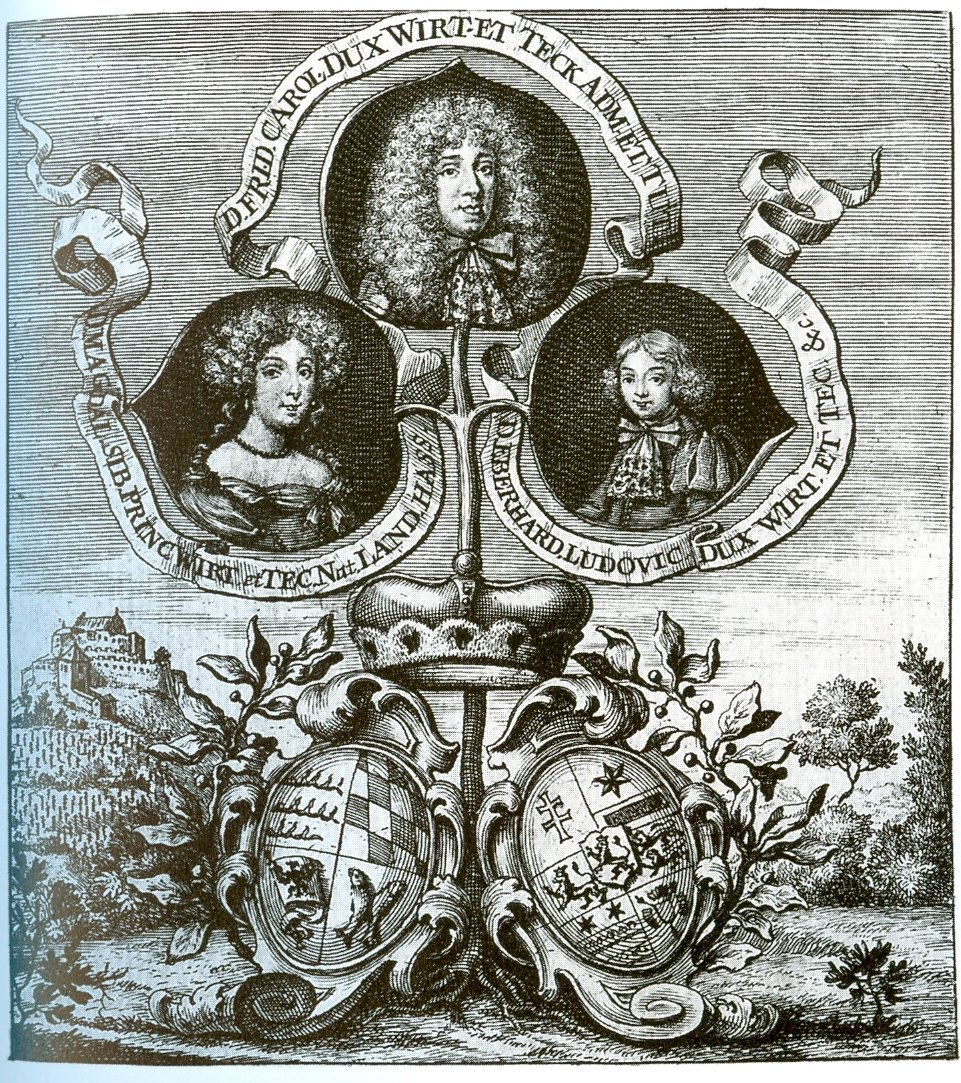
Miniatura di Maddalena con il figlio e il reggente

Suo figlio, che aveva appena un anno quando morì il padre, ereditò il ducato, e reggente per lui venne nominato lo zio Federico Carlo di Württemberg-Winnental. Maddalena, tuttavia, fu di fatto reggente anche lei, instaurando una politica di intrighi e alleanze politiche in opposizione al governo reggente. Quando i francesi catturarono il cognato, l'imperatore Leopoldo dichiarò il duca maggiorenne.
Maddalena mantenne, come sua proprietà dotale, il castello e i territori di Leonberg.
Successivamente Eberardo sposò Giovanna Elisabetta di Baden-Durlach.
L'unica figlia di Maddalena Sibilla che le sopravvisse, Maddalena Guglielmina, crebbe in Svezia e fu data in sposa a Carlo III Guglielmo di Baden-Durlach, fratello di Giovanna Elisabetta. Venne così sancita una doppia alleanza con il Baden-Durlach.

## Discendenza
Dal matrimonio con Guglielmo Ludovico nacquero quattro figli:
- Eleonora Dorotea (Stoccarda, 14 agosto 1674-Stoccarda, 26 maggio 1683);
- Eberardina Luisa (Stoccarda, 11 ottobre 1675-Stoccarda, 26 marzo 1707);
- Eberardo IV Ludovico (Stoccarda, 19 settembre 1676-Ludwigsburg, 31 ottobre 1733), duca dal 1677 al 1733;
- Maddalena Guglielmina (Stoccarda, 7 novembre 1677-Karlsburg, 30 ottobre 1742).

## Ascendenza
|                                         |                                         |                                              | Genitori                                       |  |  | Nonni |  |  | Bisnonni                     |  |  | Trisnonni                       |  |
|                                         |                                         |                                              |                                                |  |  |       |  |  | 8. Luigi V d'Assia-Darmstadt |  |  | 16. Giorgio I d'Assia-Darmstadt |  |
|                                         |                                         |                                              |                                                |  |  |       |  |  | 8. Luigi V d'Assia-Darmstadt |  |  | 16. Giorgio I d'Assia-Darmstadt |  |
|                                         |                                         | 17. Maddalena di Lippe                       |                                                |  |  |       |  |  | 8. Luigi V d'Assia-Darmstadt |  |  |                                 |  |
| 4. Giorgio II d'Assia-Darmstadt         |                                         |                                              |                                                |  |  |       |  |  | 8. Luigi V d'Assia-Darmstadt |  |  |                                 |  |
|                                         |                                         | 9. Maddalena di Brandeburgo                  | 18. Giovanni Giorgio di Brandeburgo            |  |  |       |  |  |                              |  |  |                                 |  |
|                                         |                                         | 9. Maddalena di Brandeburgo                  | 18. Giovanni Giorgio di Brandeburgo            |  |  |       |  |  |                              |  |  |                                 |  |
|                                         |                                         | 9. Maddalena di Brandeburgo                  | 19. Elisabetta di Anhalt-Zerbst                |  |  |       |  |  |                              |  |  |                                 |  |
| 2. Luigi VI d'Assia-Darmstadt           |                                         | 9. Maddalena di Brandeburgo                  |                                                |  |  |       |  |  |                              |  |  |                                 |  |
|                                         |                                         | 10. Giovanni Giorgio I di Sassonia           | 20. Cristiano I di Sassonia                    |  |  |       |  |  |                              |  |  |                                 |  |
|                                         |                                         | 10. Giovanni Giorgio I di Sassonia           | 20. Cristiano I di Sassonia                    |  |  |       |  |  |                              |  |  |                                 |  |
|                                         |                                         | 10. Giovanni Giorgio I di Sassonia           | 21. Sofia di Brandeburgo                       |  |  |       |  |  |                              |  |  |                                 |  |
| 5. Sofia Eleonora di Sassonia           |                                         | 10. Giovanni Giorgio I di Sassonia           |                                                |  |  |       |  |  |                              |  |  |                                 |  |
|                                         |                                         | 11. Maddalena Sibilla di Hohenzollern        | 22. Alberto Federico di Prussia                |  |  |       |  |  |                              |  |  |                                 |  |
|                                         |                                         | 11. Maddalena Sibilla di Hohenzollern        | 22. Alberto Federico di Prussia                |  |  |       |  |  |                              |  |  |                                 |  |
|                                         |                                         | 11. Maddalena Sibilla di Hohenzollern        | 23. Maria Eleonora di Jülich-Kleve-Berg        |  |  |       |  |  |                              |  |  |                                 |  |
| 1. Maddalena Sibilla d'Assia-Darmstadt  |                                         | 11. Maddalena Sibilla di Hohenzollern        |                                                |  |  |       |  |  |                              |  |  |                                 |  |
|                                         | 12. Giovanni Adolfo di Holstein-Gottorp | 24. Adolfo di Holstein-Gottorp               |                                                |  |  |       |  |  |                              |  |  |                                 |  |
|                                         | 12. Giovanni Adolfo di Holstein-Gottorp | 24. Adolfo di Holstein-Gottorp               |                                                |  |  |       |  |  |                              |  |  |                                 |  |
|                                         | 12. Giovanni Adolfo di Holstein-Gottorp | 25. Cristina d'Assia                         |                                                |  |  |       |  |  |                              |  |  |                                 |  |
| 6. Federico III di Holstein-Gottorp     | 12. Giovanni Adolfo di Holstein-Gottorp |                                              |                                                |  |  |       |  |  |                              |  |  |                                 |  |
|                                         |                                         | 13. Augusta di Danimarca                     | 26. Federico II di Danimarca                   |  |  |       |  |  |                              |  |  |                                 |  |
|                                         |                                         | 13. Augusta di Danimarca                     | 26. Federico II di Danimarca                   |  |  |       |  |  |                              |  |  |                                 |  |
|                                         |                                         | 13. Augusta di Danimarca                     | 27. Sofia di Meclemburgo-Güstrow               |  |  |       |  |  |                              |  |  |                                 |  |
| 3. Maria Elisabetta di Holstein-Gottorp |                                         | 13. Augusta di Danimarca                     |                                                |  |  |       |  |  |                              |  |  |                                 |  |
|                                         |                                         | 14. Giovanni Giorgio I di Sassonia (= 10)    | 28. Cristiano I di Sassonia (= 20)             |  |  |       |  |  |                              |  |  |                                 |  |
|                                         |                                         | 14. Giovanni Giorgio I di Sassonia (= 10)    | 28. Cristiano I di Sassonia (= 20)             |  |  |       |  |  |                              |  |  |                                 |  |
|                                         |                                         | 14. Giovanni Giorgio I di Sassonia (= 10)    | 29. Sofia di Brandeburgo (= 21)                |  |  |       |  |  |                              |  |  |                                 |  |
| 7. Maria Elisabetta di Sassonia         |                                         | 14. Giovanni Giorgio I di Sassonia (= 10)    |                                                |  |  |       |  |  |                              |  |  |                                 |  |
|                                         |                                         | 15. Maddalena Sibilla di Hohenzollern (= 11) | 30. Alberto Federico di Prussia (= 22)         |  |  |       |  |  |                              |  |  |                                 |  |
|                                         |                                         | 15. Maddalena Sibilla di Hohenzollern (= 11) | 30. Alberto Federico di Prussia (= 22)         |  |  |       |  |  |                              |  |  |                                 |  |
|                                         |                                         | 15. Maddalena Sibilla di Hohenzollern (= 11) | 31. Maria Eleonora di Jülich-Kleve-Berg (= 23) |  |  |       |  |  |                              |  |  |                                 |  |
|                                         |                                         | 15. Maddalena Sibilla di Hohenzollern (= 11) |                                                |  |  |       |  |  |                              |  |  |                                 |  |